# Meschrajonzy
Die Meschrajonzy (russisch межрайонцы, wissenschaftliche Transkription: Mežrajoncy, wörtlich: die zwischen den Bezirken stehenden / Zwischengruppe) war eine Gruppierung der Vereinigten Sozialdemokraten, die sich in Russland im November 1913 in Sankt Petersburg gebildet hatte.
Diese Vereinigung setzte sich aus einer Gruppe abgespaltener Bolschewiki, die nicht unbedingt der Parteilinie folgten, und einer Gruppe der „parteitreuen Menschewiki“ zusammen. Weiterhin gehörte dazu eine Gruppe von Anhängern der Linie, die in der Zeitung Wperjod vertreten wurde. Diese Zeitung wurde erstmals im Jahre 1915 herausgegeben.
Die Ziele der Meschrajonzy bestanden darin, die verschiedenen politischen Strömungen der SDAPR zusammenzuführen. Diese Linie führte während des Ersten Weltkriegs zu schwankenden Positionen hauptsächlich zwischen den Standpunkten der Bolschewiki und Menschewiki. Dabei nahmen sie die Positionen des Zimmerwalder Manifestes ein, woraus die Forderung der Gründung einer III. Internationale abgeleitet wurde.
Zu Beginn des Jahres 1917 zählte die Gruppe der Meschrajonzy etwa 400 bis 500 Anhänger. Nach der Februarrevolution 1917 schwenkten sie auf die Linie der Bolschewiki ein. Schon zu den Wahlen der Bezirksdumen im Mai–Juni 1917 wurden die Meschrajonzy auf den Wahllisten mit den Bolschewiki in einem Block aufgeführt.
Diese Bestrebungen führten dazu, dass auf einer Konferenz der Meschrajonzy vom 2. Julijul. / 15. Juli 1917greg. nahezu einmütig die Vereinigung mit den Bolschewiki beschlossen wurde. Zu den führenden Politikern der Meschrajonzy gehörten unter anderem Leo Trotzki, Anatoli Lunatscharski, Adolf Joffe, Dmitri Manuilski, Moissei Urizki, W. Wolodarski und Konstantin Jurenew.
Auf dem VI. Parteitag der SDAPR in Petrograd vom  26. Julijul. / 8. Augustgreg. bis 3. Augustjul. / 16. August 1917greg. wurde die Gruppe der Meschrajonzy mit ihren etwa 4000  Anhängern in die Partei aufgenommen.